# Plataforma Autovia No
La Plataforma Autovia No fou una plataforma ciutadana ecologista, formada l'any 2003 a Mallorca per canalitzar la protesta popular contra l'autopista que el govern balear (aleshores governat pel PP) volia construir entre Inca i Manacor, creuant tot el Pla de Mallorca. Juntament amb les altres quatre autopistes i autovies de Mallorca, completava en principi la xarxa viària principal de l'illa.
La plataforma estava constituïda per diverses entitats (GOB, Unió de Pagesos…) i agrupacions locals (d'Inca, Costitx, Sineu, Maria de la Salut, Ariany, Petra i Manacor), i considerava que la construcció de l'autopista no era necessària.
Els motius exposats per la plataforma eren els següents:
- L'autopista era totalment innecessària, ja que la carretera Inca-Manacor no presentava problemes de fluïdesa de trànsit.
- Era un atemptat ecològic per la quantitat de quilòmetres de terreny que es destruirien.
- Afectava una zona amb una important activitat agrícola, destruint nombroses edificacions rurals i acabant amb el sistema de vida de les persones que treballaven l'agricultura i el camp i, per tant, tindria una repercussió econòmica negativa en la comarca.
- El comerç dels pobles del Pla de Mallorca en sortiria perjudicat, repercutint negativament en les economies locals.
- El cost de la construcció de l'autopista suposava uns 150 milions d'euros (25.000 milions de les antigues pessetes), ocupant 550 quarterades (100.000 metres quadrats per quilòmetre de via), afectant unes 400 finques de propietat privada.

La plataforma recollí 22.300 signatures populars contra el projecte de l'autopista i organitzà diverses manifestacions i activitats, obligant al govern a replantejar la seva necessitat.
El PP, partit governant durant la legislatura en la qual es va plantejar l'autopista, retirà aquesta del seu programa electoral per les eleccions del 2007. Per altra banda, l'actual govern de centre - esquerra no vol aquesta autopista, i tot indica que no es farà.
El portaveu de la plataforma era Miquel Gelabert ‘Fuli’ (ara en les llistes de l'Agrupació Electoral Sineuers Independents). Molts membres d'aquesta plataforma van formar part de les llistes del Bloc per Mallorca, del PSM, o d'ERC, en les passades eleccions municipals.